# Glipizyd
Glipizyd (łac. Glipizidum) – lek przeciwcukrzycowy, pochodna sulfonylomocznika.  Lek stymuluje wydzielanie insuliny w wyspecjalizowanych komórkach trzustki, prowadząc tym samym do wzmożonego jej wydzielania.

## Farmakokinetyka
Glipizyd szybko wchłania się z przewodu pokarmowego. Maksymalne stężenie w osoczu krwi osiąga po ok. 1 godzinie. W 98% wiąże się z białkami osocza. Biologiczny okres półtrwania wynosi około 7 godzin.

## Wskazania
- cukrzyca typu 2

## Przeciwwskazania
- nadwrażliwość na lek
- cukrzyca typu 1
- śpiączka cukrzycowa
- ketonuria
- kwasica cukrzycowa
- ostre choroby zakaźne
- przebyte urazy
- zaburzenia czynności wątroby lub nerek

## Działania niepożądane
- hipoglikemia
- ból brzucha
- nudności
- wymioty
- brak apetytu
- ból głowy
- skórne reakcje alergiczne
- żółtaczka

## Preparaty
- Antidiab – tabletki 0,005 g
- Glibenese GITS – tabletki o przedłużonym uwalnianiu 0,005 g, 0,01 g
- Glipizide BP – tabletki 0,005 g
- Minidiab – tabletki 0,005 g

## Dawkowanie
Doustnie. Dawkę oraz częstotliwość stosowania leku ustala lekarz w zależności od przebiegu choroby. Dawka dobowa wynosi 2,5–20 mg, najczęściej w jednej dawce przed śniadaniem.